# Green Velo

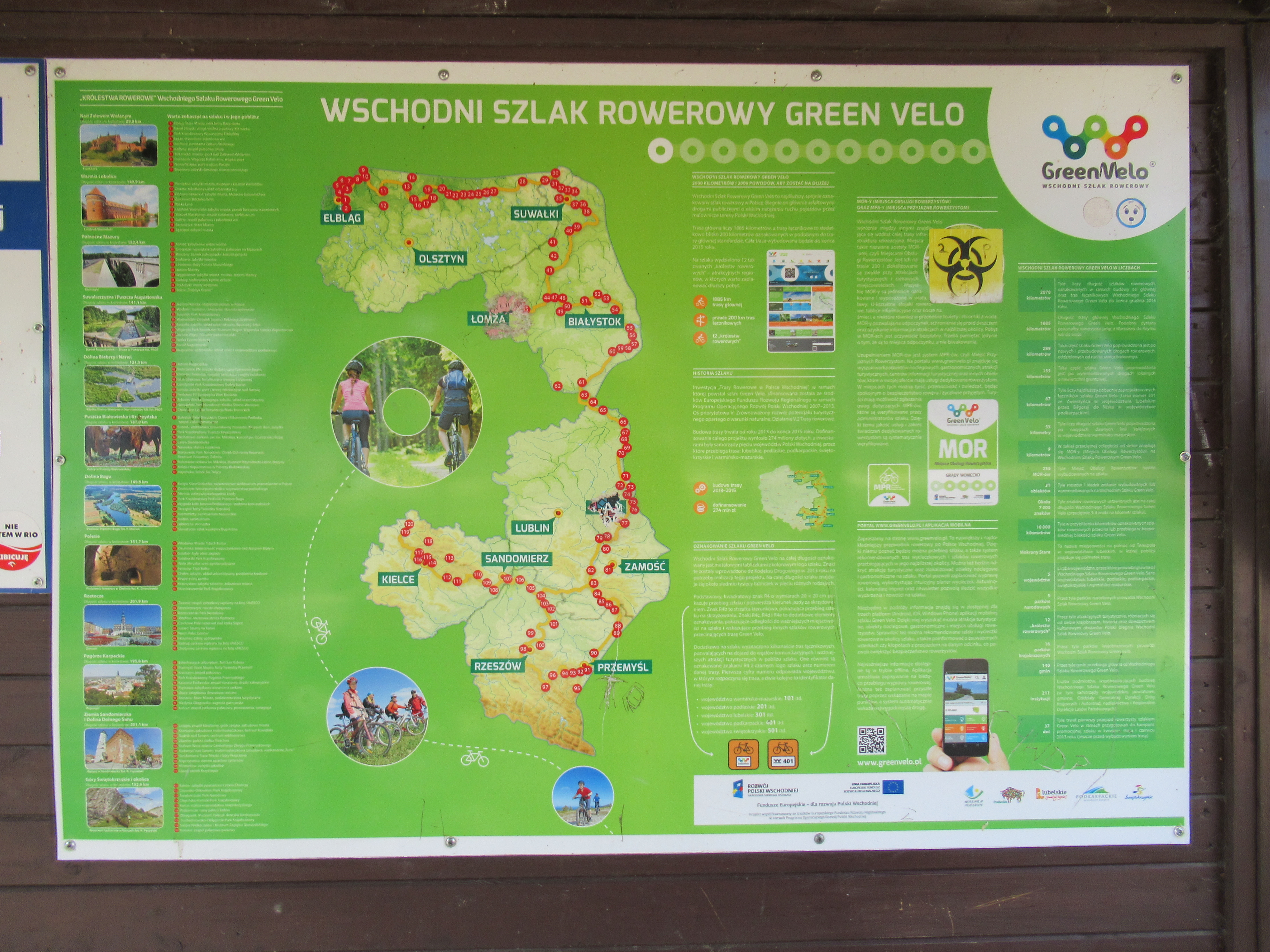
Informationstafel Green Velo

Als Östlicher Radwanderweg Green Velo (polnisch Wschodni Szlak Rowerowy Green Velo) wird ein Radfernweg bezeichnet, der auf einer Länge von 2071 km die polnische Ostgrenze begleitet. 

## Details
Der Radweg führt von Elbląg über Tolkmicko, Frombork, Braniewo, Pieniężno, Górowo Iławeckie, Lidzbark Warmiński, Bartoszyce, Sępopol, Korsze, Węgorzewo, Gołdap, Suwałki, Augustów, Goniądz, Tykocin, Choroszcz, Białystok, Supraśl,  Michałowo, Hajnówka, Kleszczele, Włodawa, Chełm, Krasnystaw, Zwierzyniec,  Józefów, Narol, Przemyśl, Dynów, Błażowa, Rzeszów, Łańcut, Leżajsk, Rudnik nad Sanem, Ulanów, Sandomierz, Klimontów, Iwaniska und Kielce bis Końskie.
Am Weg gibt es 228 Service-Stellen für Radfahrer.  
Die Landschaft am Radwanderweg ist abwechslungsreich und führt durch mehrere Nationalparks und Landschaftsschutzgebiete, unter anderem den Nationalpark Roztocze, den Białowieża-Nationalpark, den Nationalpark Narew, den Nationalpark Biebrza und den Wigierski-Nationalpark. Mit Ausnahme der Strecke durch das Dynów-Gebirge und das Przemyśl-Gebirge ist der Weg flach und ohne nennenswerte Steigungen. Zu einem großen Teil verläuft der Weg am Bug an der Grenze zur Ukraine und Belarus.